# RAS Records
RAS Records, znana również jako Real Authentic Sound jest wytwórnią muzyczna założoną w 1979 roku przez muzyka reggae - Doctor Dreada

## Artyści z tej wytwórni
- Luciano
- The Wailers
- Junior Reid
- Culture
- Black Uhuru
- Inner Circle
- Don Carlos
- Yellowman
- J.C. Lodge
- Freddie McGregor
- Israel Vibration
- Steel Pulse
- Mad Cobra
- Mikey Spice
- Sanchez